# Quezaltepeque (Salvador)
Pour l’article homonyme, voir Quezaltepeque.
Quezaltepeque est une municipalité du département de La Libertad au Salvador.
La ville est située au nord-ouest de la capitale San Salvador et au nord de la capitale départementale Santa Tecla.
Avec 56 181 habitants, elle occupe le cinquième rang par sa population dans le département de La Libertad, se situant après Santa Tecla, Colón, San Juan Opico et Ciudad Arce figurant parmi les municipalités départementales de plus de 50 000 habitants.
La municipalité a obtenu le statut de ville (en espagnol: ciudad) en 1905.
La ville se situe au nord de l'imposant volcan Quetzaltepec et à 15 kilomètres de la capitale San Salvador.
Elle est la patrie de Salvador Sánchez qui fut le Président de la République du Salvador de 2014 à 2019.